# Žarko Tomašević
Žarko Tomašević (czarn. Жapкo Toмaшeвић, ur. 22 lutego 1990 w Pljevlji) – czarnogórski piłkarz grający na pozycji środkowego obrońcy. Od 2019 jest zawodnikiem klubu FK Astana.

## Kariera klubowa
Swoją karierę piłkarską Tomašević rozpoczął w klubie FK Mornar Bar. W sezonie 2007/2008 zadebiutował w nim w trzeciej lidze czarnogórskiej. W 2008 roku odszedł do portugalskiego CD Nacional. 15 sierpnia 2009 zadebiutował w nim w pierwszej lidze portugalskiej w zremisowanym 1:1 domowym meczu ze Sportingiem CP. W sezonie 2011/2012 był wypożyczony z Nacionalu do União Madeira.
Latem 2012 roku Tomašević przeszedł do serbskiego Partizana Belgrad. Przez cały sezon 2012/2013 nie zaliczył w nim jednak debiutu w serbskiej Super Lidze.
Latem 2013 roku Tomašević podpisał kontrakt z belgijskim KV Kortrijk. Swój debiut w lidze belgijskiej zaliczył 17 sierpnia 2013 w wygranym 2:1 wyjazdowym meczu z Royalem Charleroi.
Latem 2016 roku Tomašević przeszedł do KV Oostende, a w 2019 do FK Astana.
| Sezon   | Klub          | Kraj       | Rozgrywki       | Mecze | Bramki |
| ------- | ------------- | ---------- | --------------- | ----- | ------ |
| 2007/08 | FK Mornar Bar | Czarnogóra | Treća Liga      | ?     | ?      |
| 2008/09 | CD Nacional   | Portugalia | Primeira Liga   | 0     | 0      |
| 2009/10 | CD Nacional   | Portugalia | Primeira Liga   | 17    | 0      |
| 2010/11 | CD Nacional   | Portugalia | Primeira Liga   | 9     | 0      |
| 2011/12 | CD Nacional   | Portugalia | Primeira Liga   | 3     | 0      |
| 2011/12 | União Madeira | Portugalia | Segunda Liga    | 9     | 1      |
| 2012/13 | FK Partizan   | Serbia     | Super liga      | 0     | 0      |
| 2013/14 | KV Kortrijk   | Belgia     | Eerste klasse A | 29    | 0      |
| 2014/15 | KV Kortrijk   | Belgia     | Eerste klasse A | 39    | 4      |
| 2015/16 | KV Kortrijk   | Belgia     | Eerste klasse A | 30    | 5      |
| 2016/17 | KV Oostende   | Belgia     | Eerste klasse A | 21    | 0      |
| 2017/18 | KV Oostende   | Belgia     | Eerste klasse A | 32    | 2      |
| 2018/19 | KV Oostende   | Belgia     | Eerste klasse A | 19    | 1      |
| 2019    | FK Astana     | Kazachstan | Priemjer Ligasy | 2     | 0      |
| 2020    | FK Astana     | Kazachstan | Priemjer Ligasy | 11    | 3      |

## Kariera reprezentacyjna
W reprezentacji Czarnogóry Tomašević zadebiutował 29 maja 2010 roku w przegranym 1:2 towarzyskim meczu z Norwegią, rozegranym w Oslo.